# Cerro Las Virabiras
El Cerro Las Virabiras (8°46′00″N 70°56′41″O / 8.766785, -70.944691) es una formación de montaña ubicado al norte de Mucuchíes, de la Sierra La Culata en el Estado Mérida. A una altitud de 3.670 m s. n. m. el Cerro Las Virabiras es una de las montañas más altas en Venezuela. El ascenso se consigue desde un camino que comienza en Mucuchíes, o siguiendo el trayecto aguas arriba la quebrada La Toma.

## Ubicación
El Cerro Las Virabiras está ubicado en el corazón de los páramos andinos ubicados al norte de la ciudad de Mucuchíes. Hacia el este y cruzando el valle de la quebrada La Toma está el Cerro Portachuelo y el Observatorio Astronómico Nacional de Llano del Hato al norte de San Rafael de Mucuchíes.

## Ascenso
Subiendo por el Castillo de San Ignacio hacia el norte se encuentra un sendero que lleva a la falda sur del Cerro. Al oeste está La Toma y El Trompicón por donde sube otro camino, parte del cual es concreto y parte tierra a orillas de la quebrada La Toma que es tributaria del río Chama. Este camino es frecuente para el uso de ciclismo de montaña y termina en un punto de coordenadas aproximadas 8°48′13″N 70°54′29.6″O / 8.80361, -70.908222. El inicio de la subida hacia el Portachuelo desde este camino tiene pendiente relativamente fuerte hasta la cumbre del Cerro.